# Mihai Țâbuleac
Mihai Țâbuleac (n. 2 martie 1957) este un fost senator român în legislatura 2004-2008 ales în județul Botoșani pe listele partidului PNL. La data de 26 august 2008, senatorul Mihai Țâbuleac a fost înlocuit de către senatorul Viorel Alexandru. În cadrul activității sale parlamentare, Mihai Țâbuleac a fost membru în grupurile parlamentare de prietenie cu Republica Cehă, Republica Orientală a Uruguayului și Republica Croația. 